# ۳۱۶ (قمری)
۳۱۶ (قمری)، سیصد و شانزدهمین سال در گاهشماری هجری قمری است. اول محرم این سال برابر با اول مارس سال ۹۲۸ میلادی است.

## رویدادها
تأسیس سلسله آل زیار و آغاز پادشاهی مردآویج زیاری.

## وابسته
- مرداویج زیاری